# Maria Immaculata de Bourbon-Două Sicilii (1844–1899)
Prințesa Maria Immaculata de Bourbon-Două Sicilii (14 aprilie 1844 - 18 februarie 1899) a fost al cincilea copil și a doua fiică a regelui Ferdinand al II-lea al Celor Două Sicilii și a soției lui, Maria Tereza de Austria. Prin căsătoria cu Arhiducele Karl Salvator de Austria, Prinț de Toscana, Maria Immaculata a devenit Arhiducesă de Austria, Prințesă a Austriei, Ungariei, Croației și Boemiei.

## Biografie
S-a căsătorit la Roma, la 19 septembrie 1861 cu vărul ei primar, Arhiducele Karl Salvator, Prinț de Toscana, fiu al lui Leopold al II-lea, Mare Duce de Toscana și a celei de-a doua soții, Prințesa Maria Antonia a celor Două Sicilii
Cuplul a avut zece copii:
1. Arhiducesa Maria Theresia Antoinette Immakulata Josepha Ferdinanda Leopoldine Franziska Caroline Isabella Januaria Aloysia Christine Anna (18 septembrie 1862 - 10 mai 1933); s-a căsătorit la Viena, la 28 februarie 1886 cu Arhiducele Karl Stephen de Austria; au avut copii
2. Arhiducele Leopold Salvator Maria Joseph Ferdinand Franz von Assisi Karl Anton von Padua Johann Baptist Januarius Aloys Gonzaga Ranier Wenzel Gallus (15 octombrie 1863 - 4 septembrie 1931); s-a căsătorit la Frohsdorf la 24 octombrie 1889 cu Blanca, Infantă a Spaniei; au avut copii
3. Arhiducele Franz Salvator Maria Joseph Ferdinand Karl Leopold Anton von Padua Johann Baptist Januarius Aloys Gonzaga Rainer Benedikt Bernhard (21 august 1866 - 20 aprilie 1939); s-a căsătorit la Ischl la 31 iulie 1890 cu Arhiducesa Marie Valerie de Austria (22 aprilie 1868 - 6 septembrie 1924), au avut copii; s-a căsătorit a doua oară morganatic la Viena la 28 aprilie 1934 cu Melanie Freiin von Riesenfels (20 septembrie 1898 - 10 noiembrie 1984), fără copii
4. Arhiducesa Carolina Maria Immakulata Josepha Ferdinanda Therese Leopoldine Antoinette Franziska Isabella Luise Januaria Christine Benedikta Laurencia Justiniana (5 septembrie 1869 - 12 mai 1945), s-a căsătorit la Viena la 30 mai 1894 cu Prințul August Leopold de Saxa-Coburg-Kohary (6 decembrie 1867 - 11 octombrie 1922)
5. Arhiducele Albrecht Salvator Marie Joseph Ferdinand Karl Anton Johannes Xaver Aloys Rainer Klemens Roman (22 noiembrie 1871 - 27 februarie 1896), necăsătorit și fără copii
6. Arhiducesa Marie Antoinette Immakulata Josepha Ferdinanda Theresia Leopoldine Franziska Karoline Isabella Januaria Luise Christine Appolonie (18 aprilie 1874 - 14 ianuarie 1891)
7. Arhiducesa Maria Immakulata Rainera Josepha Ferdinande Theresia Leopoldine Antoinette Henriette Franziska Karoline Aloysia Januaria Christine Philomena Rosalia (3 septembrie 1878 - 25 noiembrie 1968), s-a căsătorit la Viena la 29 octombrie 1900 cu Ducele Robert de Württemberg (14 ianuarie 1873 - 12 aprilie 1947)
8. Arhiducele Rainier Salvator Maria Joseph Ferdinand Leopold Karl Anton von Padua Franz von Assisi Johann Baptist Xaver Aloys Gonzaga Stephan Protomartyr Alexander (27 februarie 1880 - 4 mai 1889)
9. Arhiducesa Henriette Maria Immakulata Adelgunde Josepha Ferdinande Theresia Leopoldine Franziska Karoline Isabella Januaria Luise Christine Eleonore (20 februarie 1884 - 13 august 1886)
10. Arhiducele Ferdinand Salvator Franz von Assisi Anton von Padua Johann Baptist Xaver Aloys Gonzaga Rainer Erasmus (2 iunie 1888 - 28 iulie 1891)